# Bertram
Bertram je priimek več oseb:    
- Adolf Bertram, poljski rimskokatoliški nadškof in kardinal
- Charles Bertram, angleški ponarejevalec
- Laura Bertram, kanadska igralka